# ヴワディスワフ2世 (ポーランド王)
ヨガイラ（Jogaila）、後のヴワディスワフ2世ヤギェウォ（ Władysław II Jagiełło、1362年頃–1434年6月1日）は、リトアニア大公（1377年 - 1434年）、ポーランドの王配（1386年 - 1399年）及び単独のポーランド国王（1399年 - 1434年）。1377年からリトアニアを統治し、最初は叔父のケーストゥティスと共同で統治した。1386年にクラクフでヴワディスワフの名で洗礼を受けて若き女王ヤドヴィガ・アンジューと結婚し、ポーランド国王ヴワディスワフ2世ヤギェウォとして戴冠した。1387年にはリトアニア全土をキリスト教に改宗させた。ヤドヴィガの死を受けて1399年からヴワディスワフ2世による単独の統治が始まり、それは35年以上にも続き、数世紀に及ぶポーランド・リトアニア合同の土台が築かれた。ヴワディスワフ2世は己の名前を帯びたヤギェウォ朝の創設者である一方、異教徒としてのヨガイラはリトアニア大公国を創設したゲディミナス朝の後継者であった。王朝は両国を1572年まで支配し、中世後期及び近世の中・東欧で最も影響力のある王朝の一つとなっている。その統治期間中、ポーランド＝リトアニア合同はキリスト教世界で最大の国家であった。
ヨガイラは中世リトアニア最後の異教の君主であった。クレヴォ合同の結果、ポーランド国王になった後に新たに形成されたポーランド・リトアニア合同はドイツ騎士団勢力の台頭に直面することとなった。1410年のタンネンベルクの戦いでの合同の勝利は、第一次トルンの和約により、ポーランドとリトアニアの国境線を確固たるするものとなり、ヨーロッパに重要な戦力としてのポーランド＝リトアニア合同の出現を印象付けた。ヴワディスワフ2世ヤギェウォの統治はポーランドの国境を拡張させ、大概はポーランド黄金時代の幕開けと見做されている。

## 生涯

### 初期時代

#### リトアニア
ヨガイラの初期時代については殆ど知られておらず、その生まれた年ですら明らかではない。かつて歴史家はヨガイラの生まれた年を1352年であると算出したが、何人かは最新の研究ではそれより遅い1362年頃であると主張している。ヨガイラはゲディミナス朝の末裔であり、恐らくはヴィリニュスで生まれた。その両親はリトアニア大公アルギルダスとその二番目の妻、トヴェリ大公アレクサンドルの娘ユリアナであった。
1377年にヨガイラが大公として継承したリトアニア大公国は、北西部の異教のリトアニアと現在のウクライナ、ベラルーシ、ロシア西部を構成するかつてのキエフ大公国の地である広大なルテニアという、2つの有力ではあるが異なる民族を構成する政治的な本質と2つの政治的な体系であった。当初、ヨガイラは己の支配の基盤をリトアニア南西の領地におき、他方、叔父であるトラカイ公 ケーストゥティスはリトアニア北西部の支配を続けた。しかしながら、ヨガイラの継承はじきに血統のもとでの二重支配の体系におかれた。
統治が始まった頃、ヨガイラはリトアニア＝ルーシの地の不穏な情勢に目を奪われていた。1377年から78年にかけてヨガイラの異母長兄ポラツク公アンドリュスはその権威に挑み自身が大公になることを夢見ていた。1380年にアンドリュスとその同母弟ドミトリユスはヨガイラがジョチ・ウルスの"事実上の" ハーンママイと同盟したことに対抗してモスクワ大公ドミトリイ・ドンスコイの側についた。 ヨガイラは戦場付近でまごついたことでママイの救援に失敗し、このことがクリコヴォの戦いにおいてママイの軍勢がドミトリイ・ドンスコイの手によって重要な敗北へと至らしめられたのである。モスクワ大公国のジョチ・ウルスに対する完全なる多大な犠牲を払っての勝利は長い目で見るならば意義のあるものであったが、同大公国のゆっくりとした台頭の始まりは、このように14世紀以内には最も重要な将来の敵対者及びリトアニアの保全と繁栄と生き残りを脅かす脅威となった。しかしながら、モスクワが有名な戦闘で凄まじい損害を受けて非常に弱体化したことによりヨガイラは同年、ケーストゥティスの覇権に対して自由に闘争できるようになった。
リトアニア北西部では、1226年に設立され、古プロイセン人、ヤドヴィンガ人、リトアニア人といった異教のバルト人と戦い改宗させてきたドイツ騎士修道会からの絶え間ない軍事的侵入に晒されていた。1380年にヨガイラは密かに対ケーストゥティスに向けたドヴィディシュケスの密約を騎士団と締結した。ケーストゥティスが図面を見つけたことでリトアニアの内戦が始まった。ケーストゥティスはヴィリニュスを包囲してヨガイラを打倒し、その地で自身がリトアニア大公であると宣告した。 1382年にヨガイラは父の家臣から軍を立ち上げてトラカイ付近にてケーストゥティスと対峙した。ケーストゥティスとその息子ヴィータウタスは交渉のためにヨガイラの陣営に赴いたが、騙されて クレヴォ城に投獄された。1週間後に同城にてケーストゥティスは死んだ状態で見つかったが、恐らくは殺された。ヴィータウタスの方はドイツ騎士団のマリーエンブルク城塞に亡命してヴィーガントの洗礼を受けた。
ヨガイラは、ケーストゥティスとヴィータウタスの親子を襲撃することで打ち負かすことに対して、キリスト教化の約束とドゥビサ川西部のジェマイティア 譲渡によって報いるというドゥビサ条約の調整に入った。しかしながらヨガイラは条約の批准に失敗し、ドイツ騎士団は1383年夏にリトアニアに侵入した。1384年にヨガイラはヴィータウタスと、それからヴィータウタスはドイツ騎士団に対して攻撃してプロイセンの幾つかの城を略奪した。

#### 洗礼と結婚

結婚後のヴワディスワフ2世の個人的なイニシャルであるヤギェウォ十字

ヨガイラのルーシ人の母ユリアナは彼にドミトリイ・ドンスコイの娘ソファイアと結婚するようしきりに勧め、ドミトリイはヨガイラに結婚に際して正教に改宗するよう要求した。しかし、ドイツ騎士団は正教会を異教徒よりは僅かにまともな分離派と見做しており、この提案はリトアニアへの十字軍を中断させる効果があるとは考え難かった。そのためヨガイラは、カトリック教徒となり、11歳の女王ヤドヴィガと結婚するというポーランドの提案を受け入れた。 マウォポルスカの貴族はヨガイラに結婚の受諾を願い出たが、その背景には多くの思惑が存在した。ポーランドの貴族（シュラフタ）はヨガイラの婚姻によって自らの特権を強化し、ヤドヴィガの以前の婚約者であるウィルヘルムの母国オーストリアからの干渉を防ごうと考えていた。ほか、リトアニアからの脅威を無くし、ポーランドが肥沃なハールィチ・ヴォルィーニ大公国の領域を確保する意図も挙げられる。
1385年8月14日にクレヴォ城にてヨガイラはクレヴォ合同 (クレヴァの合同)を批准した。クレヴォ合同ではヤドヴィガと結婚したヨガイラがポーランド国王となること、ヨガイラと彼の臣民が洗礼を受けて領地をポーランド王国に編入すること、東ポメラニアなどのポーランドがドイツ騎士団に奪われた領土の奪還が確認された。 1386年2月15日にヨガイラはクラクフのヴァヴェル大聖堂にて正式に洗礼を受け、「ヴワディスワフ」ないしそのラテン語での表記を公式に用いるようになった。洗礼の儀式から2週間後の3月4日にヨガイラはヤドヴィガと結婚し、大司教ボドザンタによってヴワディスワフ2世・ヤギェウォとして戴冠する。ヴワディスワフ2世は法的にはヤドヴィガの母エリザベタ・コトロマニッチの養子として扱われ、ヤドヴィガからの王位の継承権を獲得した。クレヴォ合同とそれに続く改宗は、100年以上にわたってリトアニアへの侵攻を続けるドイツ騎士団、リトアニア内部の敵であるヴィータウタスに対抗する、ヴワディスワフ2世にとっての最後の賭けだった。
近隣の国家の中には新たな大国が誕生したことを感じ取ったものもあり、ドイツ騎士団長エルンスト・フォン・ツェルナーはヨガイラの洗礼式への招待を断り、モルダヴィアの公ペトル1世はヴワディスワフ2世が即位したポーランドの宗主権を認めた。また、王族の洗礼は、最終的なリトアニアの改宗の始まりであるリトアニアでの川での大洗礼と同じく、ヴワディスワフ2世の廷臣とリトアニア貴族の大規模な改宗を引き起こした。 異教と正教会の儀式は農民の間に根強く生き残るが、民族的なリトアニアの貴族の多くがカトリックの改宗者となり、国王の改宗と政治的な意図はリトアニアとポーランドの両方に長らく影響を及ぼし続けた。

### リトアニアとポーランドの統治

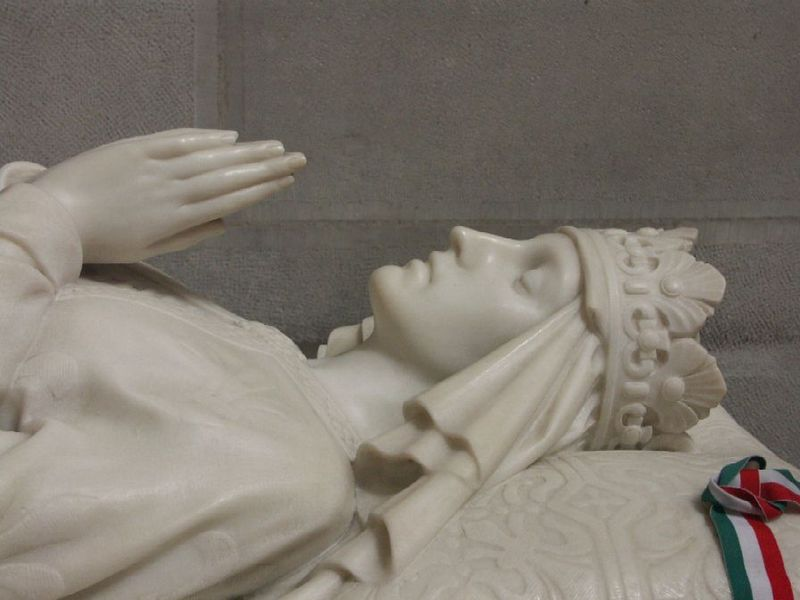
ヴァヴェル大聖堂にあるヤドヴィガの石棺。

ヴワディスワフ2世とヤドヴィガは共同君主として統治した。ヤドヴィガは確かに実質的には僅かな力しか有していなかったものの、ポーランドの政治的及び文化的生命に積極的に参加した。1387年には、父ハンガリー国王ラヨシュ1世騎士王がポーランドからハンガリーへ譲渡した土地を回復させ、モルダヴィア公ペタル1世の忠誠を確かなものとすることで、2つの紅ルーシへの軍事的拡張を成功させるに至った。1390年にヤドヴィガはまた個人的にドイツ騎士団との交渉を開いた。しかしながら大部分の政治的責任はヴワディスワフ2世が負い、ヤドヴィガは未だ尊敬される段階で文化的慈善的活動に参加した。
ヴワディスワフ2世がポーランド王位についてからまもなく、ヤドヴィガはヴィリニュス にクラクフのようなマクデブルク法をモデルとした市特許状を授け、ヴィータウタスは、ボレスワフ敬虔公並びにカジミェシュ3世大王の統治下でのポーランドにおいてユダヤ人に発行された特権と殆ど同じ観点でトラカイのユダヤ人共同体に特権を発行した。2つの法体系を一体化するというヴワディスワフ2世の政策は最初は不完全且つ一方的であったが影響を与え続けることは達成した。 1569年のルブリン合同までにリトアニアとポーランドにおける政治的裁判的影響力の差異は殆どなかった。
ヴワディスワフ2世の対策の効果の一つに正教会の要素が拡大していたリトアニアにおいてカトリック教会を促進したことにある。例えば、1387年並びに1413年にリトアニアのカトリック貴族は正教徒貴族を拒絶するという政治的裁判的特権を与えられた。 この過程での弾みを得ることは、14世紀におけるルーシとリトアニアのアイディンティティーの台頭によって伴われたものであった。

#### 挑戦

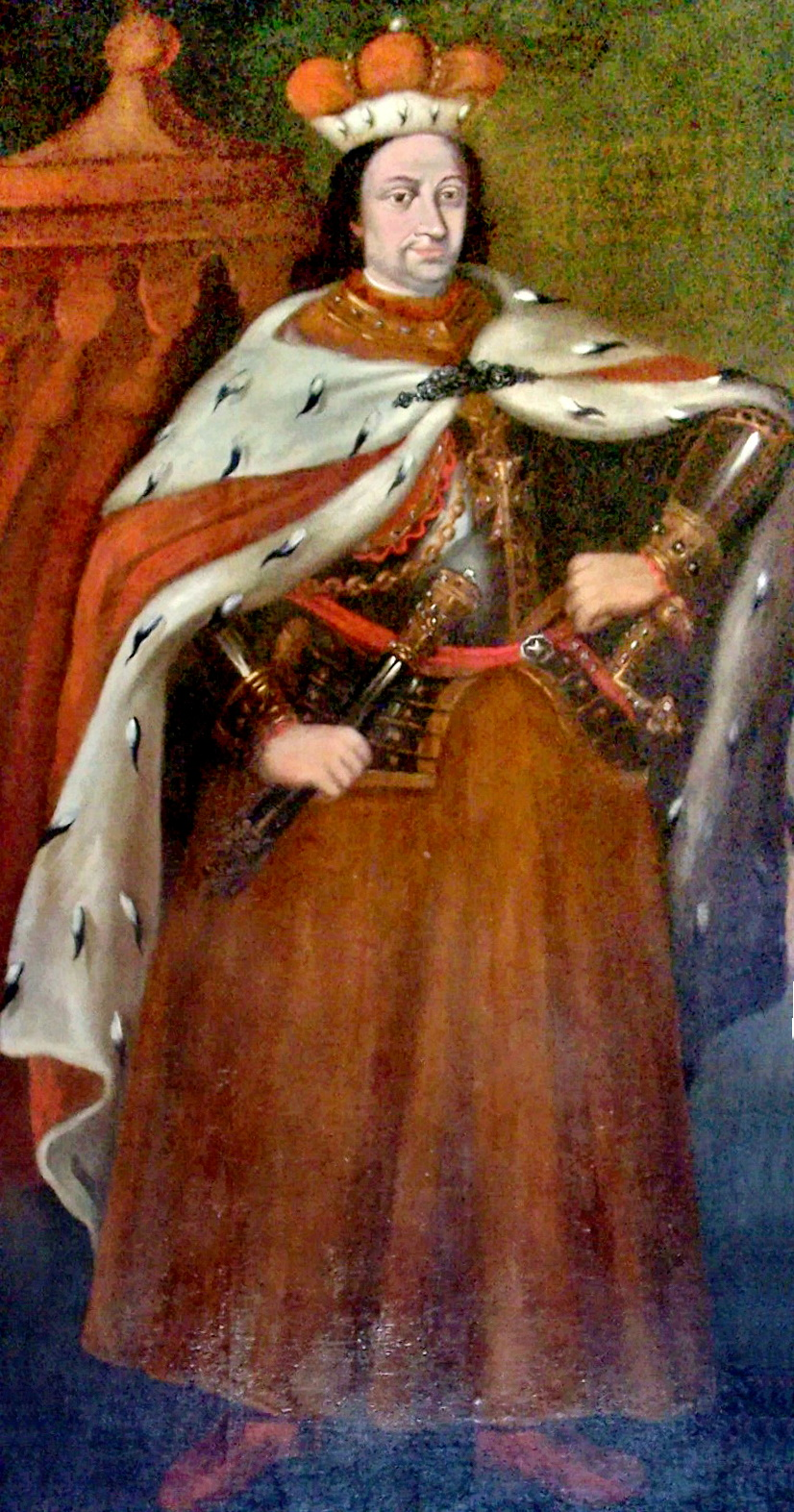
ヴィータウタス。

率先してリトアニアのキリスト教化を進めるヴワディスワフ2世はヴィリニュスの異教の神殿を破壊し、かつては神として崇められていた神聖な森を伐採し、蛇を殺害した。ヴワディスワフ2世の信仰の放棄に対するリトアニア人の反乱は起こらず、リトアニアでは短期間のうちに貴族とその一族は洗礼を受けた。騎士団はヴワディスワフ2世の改宗は見せかけであり、ことによると異端ですらあると主張し、異教がリトアニアに残っていることを口実として再度リトアニアに侵入した。しかし、騎士団は十字軍の大義名分を掲げることが困難になり、ポーランド王国と真のキリスト教国となったリトアニア大公国の同盟は一層脅威を増した。ヴワディスワフ2世は、かつてはエリベタの聴罪司祭であったアンドリュス・ヴァシラ司教によるヴィリニュス管区創設を後援した。当時、次第にドイツ騎士団によって支配されていったジェマイティアをも含む管区グニェズノ管区のもとに置いたが、ドイツ騎士団のケーニヒスベルク管区のもとには置かれなかった。 この決定はヴワディスワフ2世とドイツ騎士団との関係を改善しなかったであろうが、ポーランドの教会にリトアニアの教会を自由に助言する権限を与えることでリトアニアとポーランドの間をより緊密に結び付けることには役に立った。
1389年にヴワディスワフ2世の統治するところのリトアニアは、同国における自らの世襲財産を犠牲にしてスキルガイラに権力を与えたことに憤るヴィータウタスによる再度息を吹き返した挑戦に直面することになった。ヴィータウタスは大公位を獲得するために内戦を開始した。1394年9月4日にヴィータウタス及びドイツ騎士団総長コンラート・フォン・ヴァレンローデに参加した軍勢は、ヴワディスワフ2世の摂政であるスキルガイラ並びにポーランド、リトアニア、ルーシの混成軍によって支配されたヴュリニュスの包囲に取りかかかった。1ヶ月後にドイツ騎士団が城の包囲を解除したものの街の郊外を殆ど荒廃させた。この血みどろの抗争は最終的に、ヴワディスワフ2世が和平の代償としてリトアニアの統治権をヴィータウタスに移譲するという（ヴィータウタスは、ポーランド国王の代わりに最上位の公(dux supremus)の大君主権のもと、自身が死ぬまで大公(magnus dux)としてリトアニアを統治することとなった）1392年のオストロフの和約という形で一時休戦をもたらすこととなった。スキルガイラはトラカイ公からキエフ公へ鞍替えとなった 。ヴィータウタスは率先して自らの地位を受け入れたものの程なくしてポーランドからのリトアニアの独立を求め始めた。
リトアニアとドイツ騎士団との長きに渡る争いは1398年10月12日のサリナス条約で終止符が打たれた。リトアニアは、ジェマイティヤのドイツ騎士団への譲渡、ドイツ騎士団のプスコフ遠征への協力を約束し、ドイツ騎士団はリトアニアのノヴゴロド遠征に協力することに同意した。その直後、ヴィータウタスはリトアニアの貴族によって国王として戴冠されるが、翌1399年にヴィータウタスとジョチ・ウルスのトクタミシュの連合軍はヴォルスクラ河の戦いでティムール朝に大敗し、東方への進出を諦めたヴィータウタスはヴワディスワフ2世の支配を認めざるを得なくなった。

### ポーランド国王
1399年6月22日にヤドヴィガは女児を出産した直後に没し、エルジュビエタ（en）の洗礼名を授けられた女児も生後数日で没する。唯一のポーランドの統治者となったヴワディスワ2世は、後継者も王国を統治する確たる正当性も有していなかった。ヤドヴィガの死はヴワディスワ2世の王権を損なわせ、その結果、かつてのマゾポルスカの貴族間との争いでは概してヴワディスワフ2世に共感的であり、ヴェルコポルスカの上流層との争いが表面化し始めた。1402年にヴワディスワフ2世は、カジミェシュ3世の孫娘であるアンナ・ツィレイスカとの政略結婚を行って支配の正当性の強化に努め、貴族の不平に答えた。
1401年のヴィリニュス・ラドム合同はヴワディスワフ2世による大君主のもとでの大公としての地位を認めたが、その一方で大公の称号はヴィータウタスの後継者よりもヴワディスワフ2世の後継者の方をむしろ確かな物とした。即ち、仮にヴワディスワフ2世が後継者を残さずに没したとしたら、リトアニアのボヤールは新たな君主を選ぶことになっていた。仮に両者とも未だに後継者を儲けることがなかったとしたならば、及ぼされる影響は予測できないものの、ポーランド・リトアニア両貴族の結び付き並びに両国の永遠の守備同盟、新たなる対ドイツ騎士団戦（ポーランドは公式には参加していなかった）に対するリトアニアの影響力の強化を着実なものにした。文書は言及されていないポーランド貴族の権利をそのままにする一方でリトアニア貴族の権限強化を認めた。後者の大公はそれからずっと干渉を受けないでポーランドの王権には一定の従属姿勢を取るというやり方で調整を取っていた。ヴィリニュス・ラドム合同はそれ故にヴィータウタスがリトアニアで一定の支持を得ることとなった。
1401年の後半におけるドイツ騎士団に対する新たな戦争は、東方地区における反乱の後に2つの戦線に自らの戦いを見出したリトアニア人の力を過度に広げることになった。ヴワディスワフ2世の別の兄弟で不満分子のシュヴィトリガイラはこの機を選んで裏で反乱を先導して自身が大公であることを宣言した。 1402年1月31日にシュヴィトリガイラ自身がマリーエンブルクに赴き、ヴワディスワフ2世とヴィータウタスが大公国において初期の指導者に甘んじていた時期に行ったのと同じ譲歩をすることでドイツ騎士団の支援を得た。

#### 対ドイツ騎士団戦

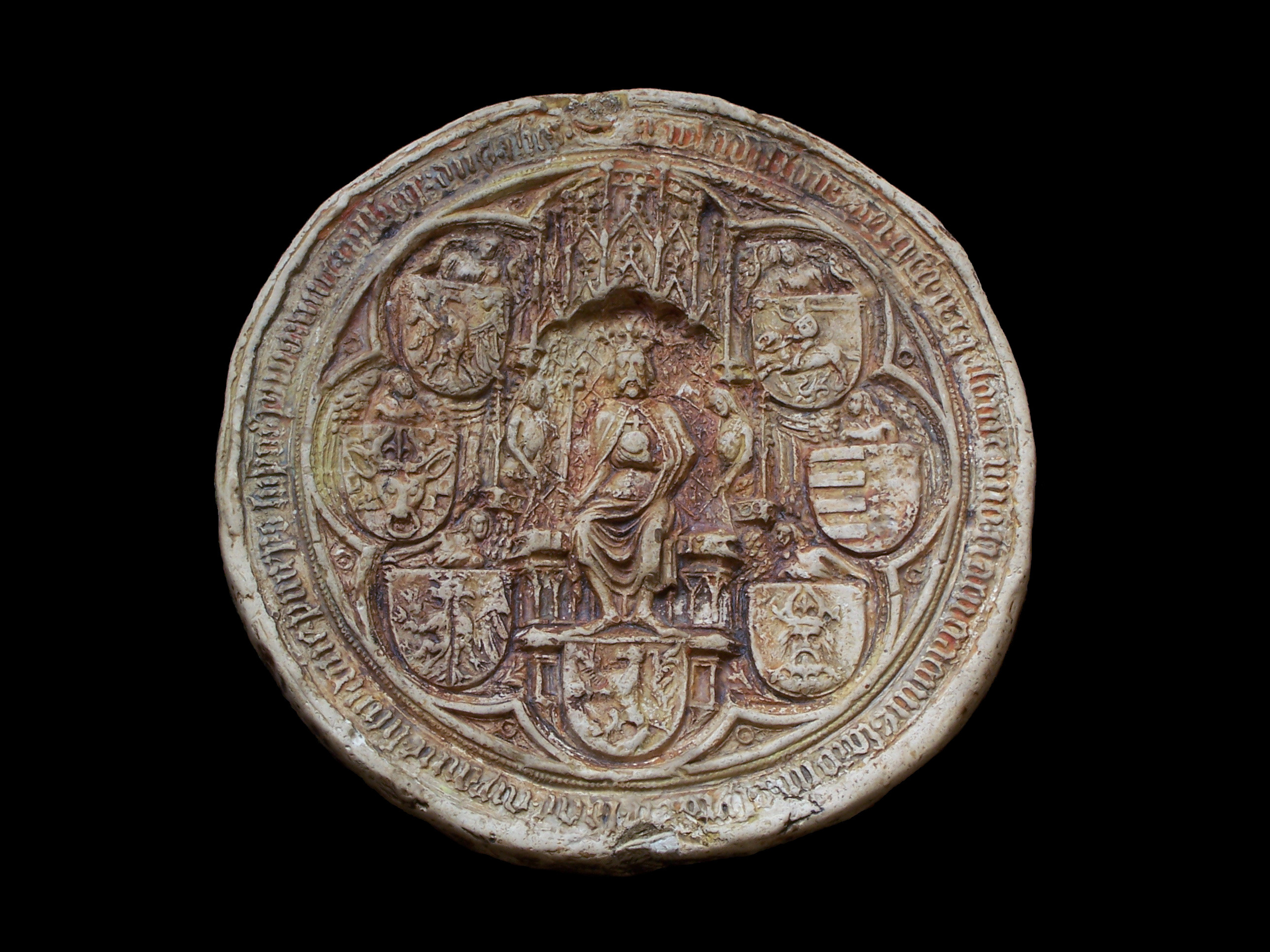
ヴワディスワフ2世の王印。

1404年5月2日のラツオーシの和約で戦争は終結した。ヴワディスワフ2世はジェマイティアの譲渡に正式に同意し、ドイツ騎士団の対プスコフ計画に賛同した。その見返りとして、ドイツ騎士団総長コンラート・フォン・ユンギンゲンは、係争の地であるドブジン地方と以前にヴワディスワフ・オポルスキが騎士団に抵当に入れたズロトリア市をポーランドに売却し、ヴィータウタスには彼が再度計画するノヴゴロド征服の支援を約束した。双方とも条約に調印したのには以下の点で現実的な理由があった。即ち、ドイツ騎士団は上記の新たに獲得した土地を磐石にするための、ポーランド＝リトアニアは東方並びにシロンスクに対する領域的な挑戦のための時間がそれぞれ必要だったのである。
同1404年にヴワディスワフ2世はヴロツワフでボヘミア国王ヴァーツラフ4世と会談し、ヴァーツラフ4世から神聖ローマ帝国内における権力闘争の支持の見返りとしてシロンスクを返却する申し出を受けた。西方における新たなる軍事活動が重荷となることを望まないヴワディスワフ2世、はポーランドとシロンスク双方の貴族の調停の取り直しに着手した。

### ポーランド・リトアニア・ドイツ騎士団戦争
1408年12月にヴワディスワフ2世とヴィータウタスはナヴァフルダク城にて戦略上の会談を開き、そこで 、ドイツ人の戦力をポメラニアから逸らさせるためにドイツ騎士団の支配に対するジェマイティア人の反乱を助長させることを決定した。ヴワディスワフ2世はヴィータウタスに対して自身への支援の見返りとして、将来の幾つかの平和条約においてジェマイティアをリトアニアに回復させることを約束した。1409年5月に始まった反乱は、当初は、城を建設することによって未だにジェマイティア支配を強化していなかったドイツ騎士団から僅かな反応を引き起こしたのみであったが、6月までに騎士団の外交官達はオボルニキのヴワディスワフ2世の宮廷にて活発な工作活動を行い、その貴族達に対してリトアニアとドイツ騎士団との戦争にポーランドが巻き込まれることを警告した。しかしながらヴワディスワフ2世は貴族を通すことなく、ドイツ騎士団総長ウルリッヒ・フォン・ユンギンゲンに対して、仮にドイツ騎士団がジェマイティアに抑圧を行うとするならば、ポーランドは干渉するであろうことを通告した。これに刺激されてドイツ騎士団は8月6日にポーランドに対して宣戦布告を発し、ヴワディスワフ2世は8月14日にノヴィイ・コルツィンにてこれを受諾した。
北の国境を守る城は、ドイツ騎士団がズロトリア、ドブジン及びボブロウニキの城、ドブジン地方の首都征服を容易にしたことから悪い立地条件下にあり、その一方でドイツのバーガー派は騎士団をブィドゴシュチュ (ドイツ語:ブロンベルク)に招いた。ヴワディスワフ2世は9月後半に同地に到着して1週間以内にブィドゴシュチュを奪還し、10月8日にドイツ騎士団を降伏させた。冬期間中に大規模な決戦に向けての準備をしていた。ヴワディスワフ2世は戦略上の兵站供給基地をマゾフシェのプウォツクに設置し、ヴィスワ川の北方下流に舟橋を架けて移送した。
その一方で双方とも外交的な攻勢を解き放った。ドイツ騎士団はヨーロッパの君主達に手紙を送り、異教徒に対する共通の十字軍を説いた。ヴワディスワフ2世は君主達に充てた手紙にてドイツ騎士団の世界征服計画を非難することで反撃した 。このような訴えは双方とも外国の騎士を効果的に補強することとなった。ヴァーツラフ4世はドイツ騎士団に対する防護条約をポーランドと締結し、その異母弟であるハンガリー国王ジギスムント・フォン・ルクセンブルクの方はドイツ騎士団と同盟して7月12日にポーランドに対して宣戦布告はしたものの、そのハンガリー人の臣下達は軍の召集を拒絶した。

#### グリュンヴァルトの戦い

ヤン・マテイコ筆グリュンヴァルトの戦い（1878年）。

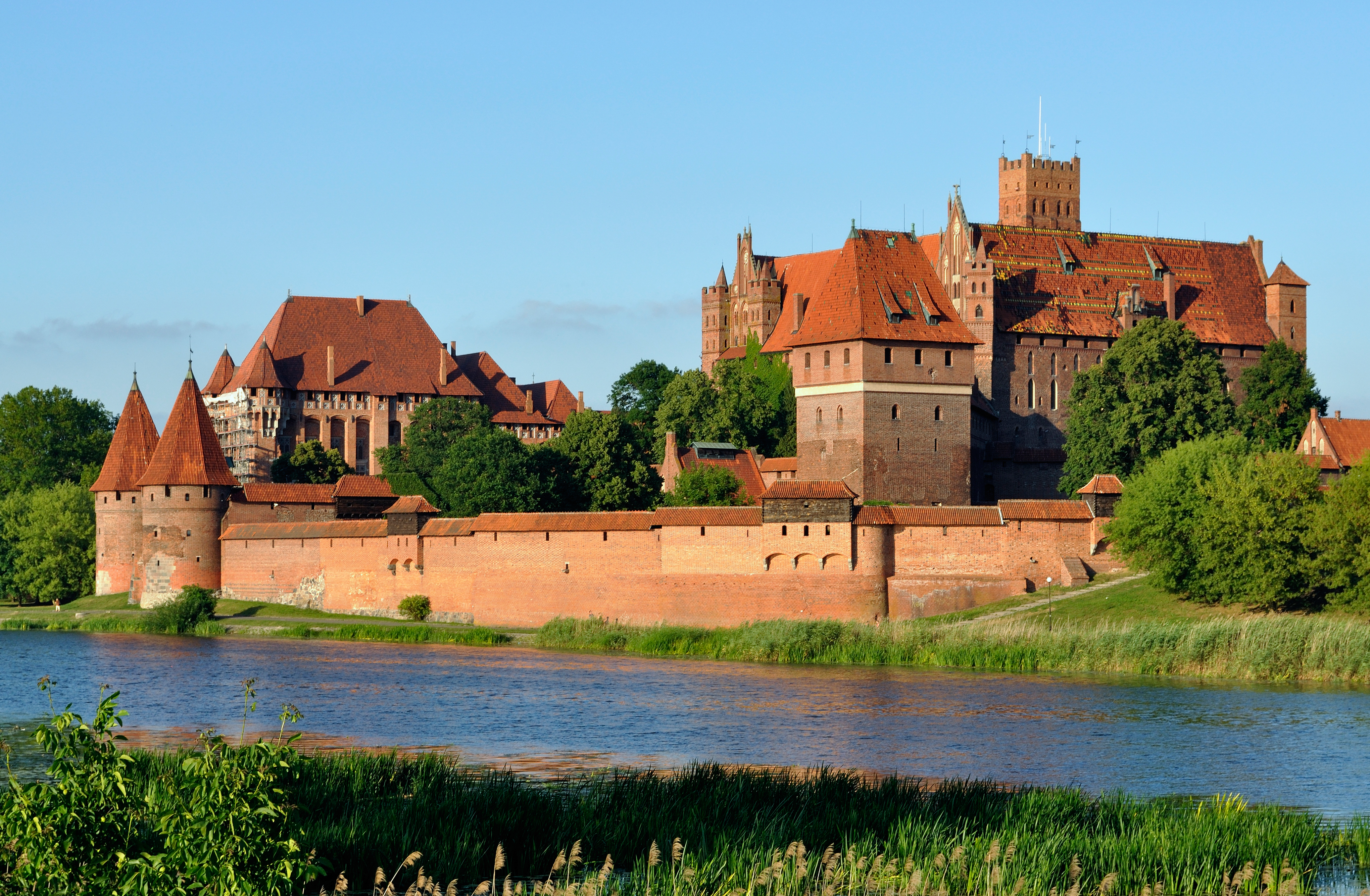
マリーエンブルクのドイツ騎士団の城。

1410年6月に戦争は再開し、20000人位の貴族の軍勢を筆頭に、15000人の武装した民衆、主にボヘミアから雇った2000人のプロの騎兵部隊をドイツ騎士団国の中心地帯へ送った。チェルヴィンシクにて舟橋でヴィスワ川を渡河した後にその軍勢は、ルーシ人とタタール人からなる11000人の軽騎兵部隊を含むヴィータウタスの軍勢と邂逅した。ドイツ騎士団の軍勢は、主にドイツ人からなる18000人位の騎兵と5000人の歩兵であった。7月15日に後に中世で最大且つ最も苛烈な戦いと言われたグリュンヴァルト(あるいはタンネンベルク、ないしジャルギリスとも)の戦いにて、ドイツ騎士団の軍勢が総長ウルリッヒ・フォン・ユンギンゲン及び大元帥フリードリヒ・フォン・ワレンドーレを含む大部分の重要な指揮官を戦闘で失い事実上全滅したことによりポーランド＝リトアニア連合軍は空前絶後の勝利をおさめた。両軍とも数千人の兵士が虐殺されたと伝えられている。騎士団の陣営は連合軍の略奪を受けたが、兵士が泥酔する事を恐れたヴワディスワフ2世は略奪品のワインの破棄を命令した。
ドイツ騎士団の本拠地であるマリーエンブルク城は無防備な状態に置かれていたが、ヴワディスワフ2世は即座に進軍を行わず、この時の彼の意図は史料では明らかになっていない。7月17日に連合軍が入念な準備のもと進撃を開始し、7月25日にマリーエンブルクに到着するが、マリーエンブルクは新総長となったハインリヒ・フォン・プラウエンによって防備が固められていた。ヴワディスワフ2世は9月19日にマリーエンブルクの包囲を解除するが、要塞の堅固さ、リトアニア軍の死傷者の多さとヴワディスワフ2世が更なる死傷者を出すことをためらったなど様々な推測がされているが、資料の欠落が原因の解明の大きな妨げになっている。

### 晩年

#### ポーランド内の不平

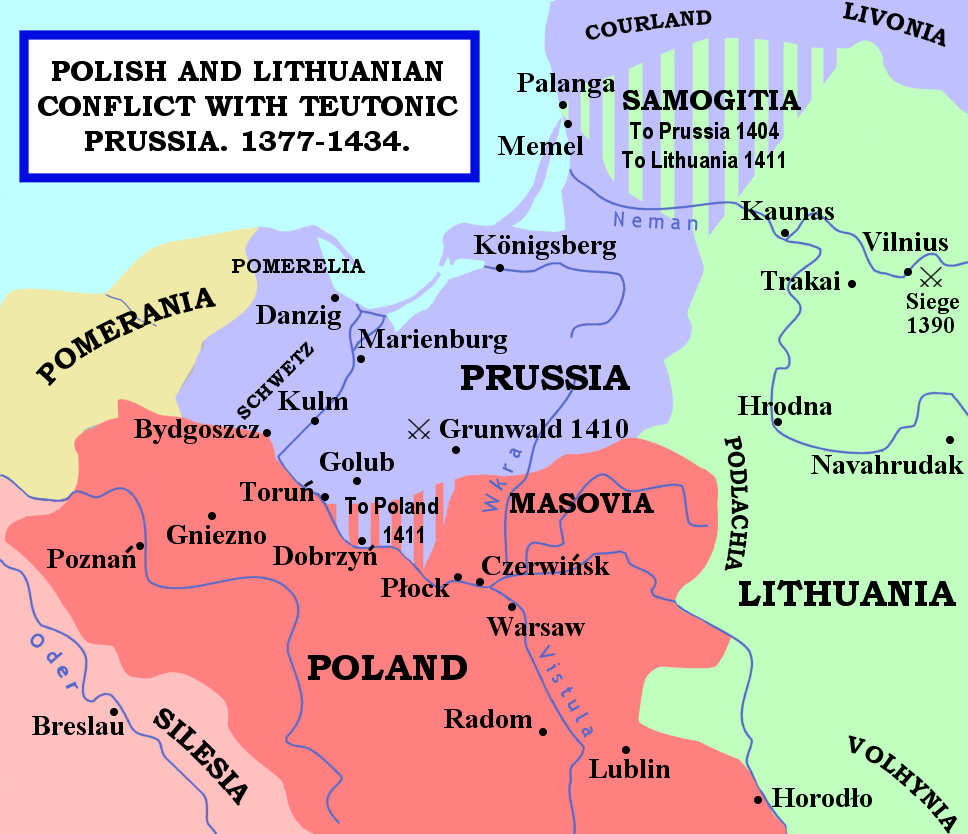
1377年から1434年にかけてのポーランド＝リトアニアとドイツ騎士団との係争図。

1411年2月1日のトルン条約でポーランド＝リトアニアとドイツ騎士団の間で和平が結ばれるが、交渉の席でポーランドとリトアニアは自国に有利な条件を飲ませることができず、ポーランドの貴族は大きな不満を抱くこととなった。ポーランドはドブジン地方、リトアニアはジェマイティア、マゾフシェはウクラ川の向こう側の小さな領域をそれぞれ獲得した。譲渡された都市をも含む大部分のドイツ騎士団の領域は維持され、ヴワディスワフ2世は高額とはいえない身代金と引き換えに多くのドイツ騎士団の幹部や騎士を解放した。身代金の代金の積み立ては、ドイツ騎士団の財源に大きな打撃を与えた。ポーランド貴族に不満を残した一連の戦後処理は1411年以降のヴワディスワフ2世に対する敵対勢力の増長を促し、ポーランドとリトアニアとの間で帰属を巡って争っていたポジーリャをヴィータウタスに譲渡し、ヴワディスワフ2世が2年の間ポーランドを留守にしてリトアニアに滞在したことが火に油を注いだ。
ヴワディスワフ2世は自らの危機を打開するため、1411年の秋に反対派の首領であるミコライ・トラバをグニェズノ大司教に昇進させ、代わりにヴィータウタスの支援者であったヴォィチェヒ・ヤストリヴィェッツをクラクフに置いて、リトアニアとの関係の強化を模索した。1413年10月2日にホロドウォ合同が調印され、リトアニア大公国の地位は「永遠かつ不可逆に我がポーランド王国と結び付けられた」ことがヴワディスワフ2世によって布告され、リトアニアのカトリック教徒の貴族にポーランドの貴族と同等の特権が与えられた。この勅令にはポーランドの貴族がリトアニアの貴族の同意無しにポーランド国王を選出すること、並びにリトアニアの貴族がポーランドの貴族の同意無しにリトアニア大公を選出することを禁ずる条項が含まれていた。

#### 最後の戦い
1414年に、ドイツ騎士団による田畑並びに製粉所を焼くという焦土作戦から来る"飢餓戦争"として知られている散在的な新たな戦争が勃発したものの騎士団、リトアニア双方とも先の戦争で余りにも消耗していたことから大がかりな戦争は危険を伴うものであり、戦闘は秋には細々としたものとなった。1419年までには敵意は再燃することなく、コンスタンツ公会議中に教皇の使節の強要によって双方とも争いを止めた。
幾つかのヨーロッパでの紛争で示すようにコンスタンツ公会議はドイツ騎士団の転換点であることを明らかにした。ヴィータウタスは1415年にキエフ府主教を含む使節団を派遣し、ジェマイティア人の証人は自らの「血ではなく水の洗礼」の選択を力説するために同年末にコンスタンスに到着した。ミコライ・トラバ、ザヴィスザ・チャルニイ、パヴェウ・ヴウォトコヴィツを含むポーランドの使節は、暴力を伴う異教徒の改宗並びにドイツ騎士団のポーランド＝リトアニアへの侵略の終止符を打つための裏面工作をした。ポーランド＝リトアニアの外交の結果、 ヴウォトコヴィツによる修道士的な国家の正当性に関する問いが物議を醸したにも係わらず、会議では、ドイツ騎士団による更なる十字軍の要望を否決して、その代わりにポーランド＝リトアニアにジェマイティアの改宗を委託した。
コンスタンスにおける外交上の背景にはボヘミアにおけるフス派の反乱も含まれており、彼等はポーランドを新たなる神聖ローマ皇帝及びボヘミア国王に選出されたジギスムント・フォン・ルクセンブルクに対する闘争の同盟者と見做していた。1421年にボヘミア議会はジギスムントの廃位を宣言して、「プラハ4ヶ条」に基づく宗教上の原理を受け入れることを条件に公式にヴワディスワフ2世に対して王位につくよう要請し、当のヴワディスワフ2世はその準備が出来ていなかった。ヴワディスワフ2世がボヘミア王位提供を拒否した後は当事者不在の状態でヴィータウタスがボヘミア王となったが、ヴィータウタス本人は教皇との間で異端派と闘うことを約束していた。1422年から1428年にかけてヴワディスワフ2世の甥であるジーギマンタス・カリブタイティスが戦乱のボヘミアの摂政にならんと試みて僅かに成功した。 1429年にヴィータウタスは、ジギスムントからのリトアニア王位提供を受け入れ、ヴワディスワフ2世はこれを表面上は祝福したものの、ポーランド軍が輸送中の王冠を奪取したことで戴冠は取り止めとなった。
1422年にヴワディスワフ2世はゴルブ戦争として知られるドイツ騎士団に対する別の戦争で戦い、騎士団側の帝国からの援軍が到達する前に、2ヶ月でこれを打ち破った。ドイツ騎士団のジェマイティアへの請求に終止符を打たせた メルノ条約の結果、プロイセンとリトアニアの恒久的な国境線がきっぱりと定められた。 リトアニアにはパランガの港町付きでジェマイティアが譲渡されたが、クライペダはドイツ騎士団のもとに残ったままであった。この国境線は1920年代に至るまでの約500年間、ほとんど変わることがなかった。 けれどもこの条約の項目は、ヴワディスワフ2世が僅かにニエスザワの街の譲渡と引き換えにポモジェ、ポメレリア及びヘウムノの地に対するポーランドの請求権を放棄した結果からポーランドの勝利が敗北に変わったと見做されている。 メルノ条約はドイツ騎士団がリトアニアとの争いに終止符を打つこととなったもののポーランドとの長きに渡る問題の解決には程遠かった。しかも 1431年から1435年にかけて散発的な戦争が起きた。
1430年のヴィータウタス没後に生じたポーランドとリトアニアの共同体制の亀裂はドイツ騎士団にポーランドへ介入する好機を再度呼ぶこととなった。ヴワディスワフ2世は自らの弟である新大公シュヴィトリガイラを支持したが、この時、ドイツ騎士団並びに不満を抱くルーシ系の貴族から支援を受けたシュヴィトリガイラはポーランドのリトアニアに対する君主権に対して反乱を起こし、ポーランドはクラクフ司教ズビグニェヴ・オレシュニク主導のもとで、ヴワディスワフ2世が1411年にリトアニアに譲渡したポジーリャ並びにヴォルィーニを占領した。1432年にリトアニアの親ポーランド派はヴィータウタスの弟であったジーギマンタスを大公として選出し、武力を伴うに至ったリトアニア大公位を巡る争いはヴワディスワフ2世没後も尾を引くこととなった。

#### 後継
ヴワディスワフ2世の2番目の妃であるアンナ・ツェレイスカは1416年に1人娘のヤドヴィカを残して没した。翌1417年にヴワディスワフ2世はエルジュビェタ・グラノフスカと再々婚するものの、彼女は1420年に子を残すことなく没し、その2年後にゾフィア・ホルシャンスカと再々々婚をすることで2人の男子を儲けた。1431年の最後のピャスト朝の血筋の相続人であったヤドヴィガ王女の死はヴワディスワフ2世にソフィアとの間に儲けた2人の男子を後継者にすることを可能にしたにも係わらず、その同意を確固たるものにするためにポーランド貴族に対して譲歩を伴うごまをする必要があり、それ以来、君主制は選挙的なものとなった。ヴワディスワフ2世は最終的に1434年に没し、長男のヴワディスワフ3世に、リトアニアを次男のカジミェラスに遺したが、両人とも当時は未だ幼年であった。 ただし、リトアニアの相続はヴワディスワフ2世が考えた通りにはいかなかった。1434年の彼の死は2つの王国間の個々の連合に終止符を打ち、両国の今後の先行きは不明であった。